# カレット
カレット（英：Cullet・→Glass recycling）とは、ガラス製品（ソーダ石灰ガラス）をリサイクルする際に、いったん破砕した状態の「ガラス屑」のことである。広義では、破砕される前の廃ガラス製品（空きびんなど）も指す。

## 概要
廃棄後に回収されてこのカレットに加工されたワンウェイ瓶は、ガラス原料（けい砂・石灰石・ソーダ灰など）に添加することで、より少ないエネルギーコストでガラス製品を製造できる点で循環型社会の推進において、リターナブル瓶など再使用を前提とする容器（瓶）と並んで、注目されている。
いわゆる「割れてしまったガラス瓶」もこのカレットに加工されてガラス原料として用いられるが、リサイクルにあたり「色別に分別収集すること」が求められる。こういったガラス瓶の色別の選別作業は末端リサイクル業者に集約された時点で行うと非常に人的コストが掛かるため、日本では多くの場合において「家庭から排出された時」や「店舗などで集められた時点」で色別に分別され、カレット化工場へ搬入される。カレット化後はガラス製品の製造工場に運ばれ、材料として使用してガラス製品を製造する。
日本のガラス瓶業界団体である「ガラスびんリサイクル促進協議会」資料に拠れば、2018年以降はガラス瓶の生産量よりカレット利用量が上回っており、2021年で102.5万トンが再び社会で利用されている。またガラス瓶原料の75%前後（2021年で76.1%）がこのカレットを使用している。ただしカレット化されるガラス瓶（ワンウェイ瓶や再使用できない状態のリターナブル瓶）回収率は約70％前後でそれ以外は回収されずに投棄されている可能性がある（単に容器として消費されていない場合もある）。ガラス瓶全体の出荷量が年々減少傾向である部分がこの「高いカレット利用率」に影響しているかもしれない。